# Opius gracilis
Opius gracilis är en stekelart som beskrevs av Fischer 1957. Opius gracilis ingår i släktet Opius och familjen bracksteklar. Arten är reproducerande i Sverige. Inga underarter finns listade i Catalogue of Life.